# Elin Molin
Emma Eleonora "Elin" Johanna Molin, född 19 maj 1855 i Stockholm, död 3 september 1948 i Bromma, var en svensk konstnär, mest känd för sina målningar i genre-, frukt- och blomstermotiv. 
Hon var dotter till skulptören Johan Peter Molin och Emma Amalia Erhardina Broberg och syster till Gerda Amalia Sofia Ljungstedt och Hjalmar Molin. Hon fick sin första undervisning i teckning och målning av sin far och studerade därefter för Wilhelmina Lagerholm och August Malmström. Hon vistades i Frankrike 1883 och studerade där för Carolus-Duran. Hon medverkade i samlingsutställningar arrangerade av Föreningen Svenska Konstnärinnor bland annat på Konstakademien och på Lunds universitets konstmuseum. Hennes konst består av genremålningar med frukt och blomstermotiv utförda i olja.